# Timo Pritzel
Timo Pritzel (* 29. April 1977 in Berlin) ist ein deutscher Freerider.

## Karriere
Von 1994 bis 1996 lebte er bei einer Gastfamilie in Las Vegas/USA. Dort fuhr er für ein BMX-Team und gewann viele Rennen. Zurück in Deutschland wollte er zwar BMX-Rennen fahren, zu der Zeit war die Race-Szene jedoch fast schon tot. So fuhr Pritzel 1996 seinen ersten Freestyle-Wettkampf mit. 
Im Jahr 1998 gewann er die Dirt-Jump-Weltmeisterschaft in Portugal. 1998 spielte er auch für sieben Monate in der Fernsehserie Gute Zeiten, schlechte Zeiten mit. Heute fährt er ein 26" Mountainbike mit dem Namen Scott Voltage YZ0 für das Team Scott. Timo Pritzel hat in mehreren amerikanischen Mountainbikefilmen mitgespielt wie z. B.:
- New World Disorder II
- New World Disorder III
- New World Disorder IV
- New World Disorder VI Bonuspart

## Erfolge
- 1. Red Bull Freeride Winner 2x
- 1. Sea Otter Classics Dirt Jump Contest (USA)
- 1. Joyride Jump Contest, Whistler, Kanada
- 2. Platz Crankworx 2004
- 2. Platz Slopestyle Saalbach-Hinterglemm

1993 und 1994 wurde er deutscher Meister im Race (Expert und Cruiser/24 Zoll) und erreichte den achten Platz bei den Race Worldchampionschips in den Niederlanden. 
1998 und 2000 wurde Pritzel deutscher Meister im Dirt und schaffte dabei mit 5,10 Metern den Weltrekord im Hochsprung. Ein Jahr später war er Deutscher Meister im Street und schaffte den Weltrekord im Weitsprung über sechs Autos. 2000 schaffte er auch den Weltrekord im Hochsprung mit Mountainbike mit 4,55 Metern.

## Sponsoren
- Scott (Kompletträder und Rahmen)
- Oakley (Ski-, Snowboard- und Sonnenbrillen, sowie Kleidung)
- Sram (Gangschaltung)
- RockShox (Federgabeln)
- Suzuki (Autos, Motorräder und Quads)
- Schwalbe (Reifen)
- TSG (Helme und Protektoren)
- Eastpak (Rucksäcke und Taschen)
- Truvativ (Kurbeln, Lenker und Vorbauten)
- Avid (Bremsen)
- Sun ringle (Felgen und Naben)
- Iriedaily (Kleidung)